# 1183년

## 연호
- 남송(南宋) 순희(淳熙) 10년
- 금(金) 대정(大定) 23년
- 일본(日本) 주에이(寿永) 2년
- 서하(西夏) 건우(乾祐) 14년
- 리 왕조(李朝) 찐푸(貞符) 8년

## 기년
- 남송(南宋) 효종(孝宗) 21년
- 금(金) 세종(世宗) 23년
- 고려(高麗) 명종(明宗) 13년
- 서하(西夏) 인종(仁宗) 44년
- 리 왕조(李朝) 고종(高宗) 8년

## 탄생
- 고려의 공주 효회공주(孝懷公主)

## 사망
- 고려(高麗)의 황태후(皇太后) 공예왕후(恭睿王后)
- 고려(高麗)의 태자(太子) 원경국사(元敬國師)
- 8월 11일 고려(高麗)의 무신정권(武臣政權) 집권자(執權子) 경대승(慶大升)